# کیم یونگ-اوک
کیم یونگ-اوک (انگلیسی: Kim Yeong-ok؛ زادهٔ ۴ مارس ۱۹۷۴) بازیکن زن بسکتبال اهل کره جنوبی بود. وی در بازی‌های المپیک تابستانی ۲۰۰۴ و ۲۰۰۸ شرکت کرده‌است.